# Bleke kangoeroemuisgoffer
De bleke kangoeroemuisgoffer (Microdipodops pallidus)  is een zoogdier uit de familie van de wangzakmuizen (Heteromyidae). De wetenschappelijke naam van de soort werd voor het eerst geldig gepubliceerd door Clinton Hart Merriam in 1901.

## Voorkomen
De soort komt voor in de Verenigde Staten.